# Atadoğdu, Tunceli
Atadoğdu là một xã thuộc thành phố Tunceli, tỉnh Tunceli, Thổ Nhĩ Kỳ. Dân số thời điểm năm 2010 là 14 người.